# Sliporid, Orjîțea
Sliporid (în ucraineană Сліпорід) este un sat în comuna Cerevkî din raionul Orjîțea, regiunea Poltava, Ucraina.

## Demografie
Componența lingvistică a localității Sliporid
     Ucraineană (100%)
Conform recensământului din 2001, toată populația localității Sliporid era vorbitoare de ucraineană (100%).